# Le Cayrol
Le Cayrol település Franciaországban, Aveyron megyében. Lakosainak száma 253 fő (2022. január 1.). Le Cayrol Condom-d’Aubrac, Coubisou, Espalion és Montpeyroux községekkel határos.

## Népesség
A település népessége az elmúlt években az alábbi módon változott:
| Lakosok száma | 442  | 328  | 313  | 285  | 260  | 256  | 259  | 268  | 274  | 253  |
|               | 1968 | 1982 | 1990 | 2006 | 2013 | 2015 | 2017 | 2019 | 2020 | 2022 |